# بييت دي وولف
بييت دي وولف (بالهولندية: Piet de Wolf)‏ (1921 بروتردام في هولندا - 14 نوفمبر 2013) هو مدرب كرة قدم ولاعب كرة قدم هولندي في مركز حراسة المرمى. لعب مع .

## وصلات خارجية
- بييت دي وولف على موقع قاعدة بيانات كرة القدم.إي يو (الإنجليزية)